# Lijst van burgemeesters van Rijsenburg
Dit is een lijst van burgemeesters van de voormalige Nederlandse gemeente Rijsenburg in de provincie Utrecht. Op 1 mei 1931 is Rijsenburg met Driebergen opgegaan in de nieuw gevormde gemeente Driebergen-Rijsenburg (deze is op haar beurt op 1 januari 2006 opgegaan in de nieuw gevormde gemeente Utrechtse Heuvelrug).
| Ambtsperiode | Naam burgemeester                                                | Partij of stroming | Bijzonderheden                                     |
| ------------ | ---------------------------------------------------------------- | ------------------ | -------------------------------------------------- |
| 1813 - 1813  | P.A. Hinlopen                                                    |                    | ook burgemeester van Driebergen                    |
| ?            |                                                                  |                    |                                                    |
| 1825 - 1850  | C.H.W. Verbeek                                                   |                    | eerst schout                                       |
| 1850         | Christiaan Hendrik (C.H.) Cordes                                 |                    | vanaf december 1847 al burgemeester van Driebergen |
| 1850 - 1874  | A.J.U. baron van Wassenaer Catwijk                               |                    | ook burgemeester van Driebergen                    |
| 1875 - 1903  | Mr. W.H.J. baron van Heemstra (1841-1909)                        |                    | ook burgemeester van Driebergen                    |
| 1903 - 1910  | Gijsbert (G.C.D.) d'Aumale baron van Hardenbroek van Hardenbroek | ARP                | ook burgemeester van Driebergen                    |
| 1910 - 1925  | Jhr. mr. Hector (H.W.L.) de Beaufort                             |                    | ook burgemeester van Driebergen                    |
| 1925 - 1931  | Jhr. Pieter Paul (P.P.) de Beaufort                              |                    | ook burgemeester van Driebergen                    |